# Сянката на смъртта
 Тази статия е за филма.  За разказа вижте Сянката на смъртта (разказ).  
„Сянката на смъртта“ (или „Ченгето призрак“) (на английски: The Frighteners) е комбинация между филм на ужасите и комедия, режисиран от Питър Джаксън.
Майкъл Джей Фокс влиза в ролята на Франк Банистър, частен детектив по паранормални явления, който се възползва от страховете на хората, за да се изхранва като използва няколко стари духа.